# Vecchie conoscenze
Vecchie Conoscenze è un romanzo giallo di Antonio Manzini pubblicato da Sellerio nel giugno 2021, il decimo romanzo della serie dedicata al vicequestore Rocco Schiavone.
Dal romanzo, che chiude la sottotrama legata a Enzo Baiocchi che andava avanti dal terzo libro della serie, sono stati tratti tre episodi della quinta stagione della serie televisiva.

## Trama
Rocco Schiavone è uscito dall'ospedale, ancora convalescente per la ferita che gli è costata un rene, preoccupato per le sorti del suo amico Sebastiano scomparso da mesi, e sempre più solo dopo che anche Gabriele e sua madre lasciano il suo appartamento per trasferirsi a Milano. I suoi tormenti interiori sono interrotti da un nuovo caso di omicidio: la professoressa in pensione Sofia Martinet, nota studiosa di Leonardo da Vinci, viene trovata morta nel suo appartamento. I sospetti ricadono inizialmente sul figlio, ma il vicequestore seguendo il suo istinto scoprirà che le ragioni dell'omicidio sono da ricercare nell'ambiente accademico.
Sullo sfondo dell'indagine si muovono le vite di Schiavone e dei suoi colleghi. Deruta fa coming out svelando che in panificio la notte non va ad aiutare la moglie, ma Federico, il suo compagno. Italo invece è sempre più invischiato con un gruppo di truffatori che barano a poker e rifiuta l'aiuto offerto da Rocco, rovinando del tutto il loro rapporto. Nel frattempo ricompare Sebastiano, sempre a caccia di vendetta con Baiocchi, che si nasconde nelle vicinanze di Aosta; Rocco gli procura un passaporto falso, per poi scoprire da Caterina stessa che il suo migliore amico era manovrato da Mastrodomenico e che Marina aveva perso la vita anni prima anche per colpa di Sebastiano.